# Valeri Kaourov
Valeri Kaourov (né le 2 avril 1956 à Odessa) est un journaliste ukrainien et homme politique de Nouvelle-Russie, qu'il dirige dès sa création en mai 2014.

## Biographie

### Carrière politique
En 2005, il dirige à Odessa le parti politique local Patrie unie ou Union des citoyens orthodoxes d’Ukraine. Il est ensuite le dirigeant local du Bloc russe, pro-rattachement à la Russie.

#### Guerre civile ukrainienne de 2014
En avril 2014, il s'autoproclame président de la république fédérative d'Odessa, devenant ainsi de facto le dirigeant de l'Union des républiques populaires, lorsque celle-ci est créée en mai.
Le 26 juillet 2014, il fait partie des 15 personnalités supplémentaires sous le coup des sanctions de l'Union européenne.